# Nawaz Sharif
Mian Mohammed Nawaz Sharif (Urdu: میاں محمد نواز شریف ) (Lahore, 25 december 1949) is een Pakistaans politicus van de Moslimliga. Hij was meermaals premier van Pakistan: van november 1990 tot juli 1993, van februari 1997 tot oktober 1999 en van juni 2013 tot juli 2017.

## Biografie
Nawaz Sharif werd geboren in een van de machtigste industriële families van Pakistan. Zijn vader Muhammad Sharif richtte met zes broers in 1939 een staalfabriek op in Lahore, en die groeide na de onafhankelijkheid uit tot een complex van bedrijven in de constructiebouw. In 1972 werd de onderneming genationaliseerd door de regering-Bhutto, en tussen beide families zou het nooit meer goed komen.

### Islamistische erfenis
De militaire dictator Zia-Ul-Haq gaf de Sharifs in 1980 hun eigendommen terug. Nawaz Sharif zou na de dood van de dictator diens islamistische erfenis bewaren en bewaken. In oktober 1990 won de door de Moslimliga gedomineerde Islamitische Democratische Alliantie onder leiding van Sharif de Pakistaanse parlementsverkiezingen tegen de PPP van Benazir Bhutto. Sharif werd op 6 november beëdigd als premier en voerde het land terug naar de islamiseringspolitiek van Mohammed Zia ul-Haq. De sharia werd verklaard tot uitgangspunt van het recht en op overtreding van de blasfemiewetten van Haq werd de doodstraf gesteld.
In april 1993 werd Sharif door staatspresident Ghulam Ishaq Khan ontslagen. In mei werd hij door het Hooggerechtshof in zijn ambt hersteld, maar vervolgens erkenden de aanhangers van de president hem niet meer als partijleider, waardoor hij geen parlementaire meerderheid meer had. Bij de vervroegde parlementsverkiezingen won de PPP; Benazir Bhutto werd opnieuw minister-president.
Bij de parlementsverkiezingen van 1997, nadat Benazir Bhutto was afgezet, veroverde de Moslimliga onder Sharif de absolute meerderheid en mocht hij zich voor een tweede maal premier van Pakistan noemen. Tijdens die tweede ambtsperiode kreeg hij vooral internationale bekendheid door zijn bevel tot het uitvoeren van atoomproeven in 1998 in reactie op soortgelijke proeven door buurland India. In december 1998 dwong hij president Farooq Leghari tot aftreden. Ook opperrechter Sajjad Ali Shah moest aftreden. Sharif had een artikel in de grondwet verwijderd waarin stond dat de president van Pakistan het recht had de premier en zijn regering af te zetten. Leghari probeerde dit te voorkomen, omdat hij het zag als een aantasting van zijn machtspositie.
Een derde ontslag in 1998 trof de stafchef van de strijdkrachten, een vermetele actie van Sharif in een land waar het leger achter de schermen altijd meeregeert. Tot opvolger benoemde hij generaal Musharraf.

### Ballingschap
Op 12 oktober 1999 werd Sharif door Musharraf, door middel van een staatsgreep, maar zonder enig bloedvergieten, uit zijn ambt gezet. Dit gebeurde nadat Sharif Musharraf afzette als legerchef toen hij in Sri Lanka was. Het leger accepteerde dit niet en greep overal in het land de macht. Musharraf keerde tegelijkertijd terug naar de luchthaven van Karachi, maar werd toestemming geweigerd te landen door de luchtleiding. Musharraf gaf het vliegtuig met 200 passagiers aan boord daarop opdracht om rondjes te blijven vliegen rond de luchthaven. Pas nadat soldaten de luchtverkeerstoren belaagden, kon het vliegtuig landen en Musharraf de macht grijpen. Naar eigen zeggen had het vliegtuig toen nog voor 7 minuten brandstof aan boord.
Bij de parlementsverkiezingen van 2002 werd een nauw met de nieuwe president Musharraf verbonden afsplitsing van de Moslimliga, de Pakistan Muslim League Quaid-e-Azam (PML-Q) de sterkste fractie in de volksvertegenwoordiging. Van de Moslimliga van Nawaz Sharif (PML-N) blijft nog maar een splinterpartijtje over.
Sharif, die sinds zijn afzetting als balling in Londen leefde, werd door de militaire regering beschuldigd van corruptie. Een justitiële vervolging werd in 2001 / 2002 geseponeerd, volgens Musharraf op een belofte van Sharif om tien jaar weg te blijven uit zijn land. De ex-premier kreeg van een Pakistaanse rechtbank op 23 augustus 2007 officieel toestemming naar Pakistan terug te keren. Van deze mogelijkheid gebruikmakend keerde hij op 10 september 2007 naar Pakistan terug, maar werd bij zijn aankomst op de luchthaven van Islamabad direct op grond van corruptieverwijten aangehouden en naar Saoedi-Arabië gedeporteerd.
Op 25 november 2007 probeerde Sharif nogmaals uit ballingschap terug te keren. Musharraf was inmiddels herkozen en was naar Riyad gevlogen om met de koning van Saoedi-Arabië afspraken te maken over Sharifs terugkeer. Dit keer kreeg hij wel toestemming om te blijven.

### Terugkeer
Zijn partij deed mee aan de parlementsverkiezingen, nadat een poging om deze met de andere oppositiepartijen te boycotten was mislukt. Sharif zelf mocht niet op het stembiljet staan, omdat hij een strafblad had. Na de moord op Benazir Bhutto werden de verkiezingen een maand uitgesteld, en vervolgens gewonnen door de PPP. De Moslim Liga voerde vijf jaar oppositie tegen president Asif Ali Zardari, de weduwnaar van Bhutto. In 2010 werd een bepaling uit de grondwet geschrapt, die het premierschap beperkte tot twee termijnen. Dat opende de weg naar een terugkeer van Sharif.
In mei 2013 werd hij voor de derde maal premier. Tegenstanders beschuldigden hem van stembusfraude, en kampeerden maandenlang in Islamabad om zijn aftreden te eisen. In december 2015 pleegden terroristen een aanslag op een kostschool van het leger in Peshawar, waarbij 154 doden vielen. Daarop voerde Sharif militaire rechtbanken in alsmede een herinvoering van de uitvoering van de doodstraf voor terreurdaden. Een paar maanden later werd het moratorium geheel opgeheven. Het terrorisme ging echter onverminderd door, en in december 2016 oordeelde een commissie van het Hooggerechtshof vernietigend over het anti-terrorismebeleid van de regering-Sharif.
Op 28 juli 2017 vonniste de vijf rechters van het Pakistaanse hooggerechtshof unaniem dat Sharif onjuiste informatie heeft verstrekt over de hoogte van zijn financiële eigendom, waarop hij voor een periode van tien jaar onbevoegd werd verklaard om als premier te dienen. Sharif trad dezelfde dag nog af.
Sharifs rechterhand is zijn broer Shahbaz Sharif, die ten tijde van Sharifs regering leider was van de provincie Punjab. Ook Shahbaz wordt beschuldigd van corruptie en ook hij verbleef lange tijd in ballingschap.
Liaquat Ali Khan · Khawaja Nazimuddin · Muhammad Ali Bogra · Chaudhry Muhammad Ali · Huseyn Shaheed Suhrawardy · Ibrahim Ismail Chundrigar · Feroz Khan Noon · Mohammed Ayub Khan · Nurul Amin · Zulfikar Ali Bhutto · Muhammad Khan Junejo · Benazir Bhutto · Ghulam Mustafa Jatoi ·
Nawaz Sharif · Balakh Sher Mazari · Nawaz Sharif · Moeenuddin Ahmad Qureshi · Benazir Bhutto · Malik Meraj Khalid · Nawaz Sharif · Pervez Musharraf · Zafarullah Khan Jamali · Chaudhry Shujaat Hussain · Shaukat Aziz · Muhammad Mian Soomro · Yousaf Raza Gilani · Raja Pervez Ashraf ·
Mir Hazar Khan Khoso · Nawaz Sharif · Shahid Khaqan Abbasi · Nasirul Mulk · Imran Khan · Shehbaz Sharif · Anwar ul Haq Kakar · Shehbaz Sharif